# 2002年12月4日日食
2002年12月4日日食是一次日全食，發生於2002年12月4日。新月當天（即朔日），地球上觀測到月球和太阳的角距離極小，此時月球如果恰好在月球交點附近，穿過太阳和地球之間，與地球、太阳接近一直線，則會出現日食。月球本影接觸地表而使該區域完全得不到陽光，就會形成日全食，同時在本影兩側數千公里的半影範圍內遮擋部分陽光，形成日偏食。此次日全食經過了安哥拉、赞比亚、纳米比亚、波札那、辛巴威、南非、莫桑比克、澳大利亚，日偏食則覆蓋了撒哈拉以南非洲至澳大利亚之間的區域及部分周邊地區。

## 日食概況

### 出現區域
加纳以南約950公里的大西洋海面在日出時最先看到日全食，隨後月球本影向東南移動，斜貫非洲大陸南部，橫跨南印度洋，中途在凱爾蓋朗群島西北約1300公里處達到最大食分，最後在大澳洲灣登陸澳大利亚，在日落時分結束於該國東南部。
本影經過的陸地包括：
- 安哥拉：南廣薩省南部、本吉拉省北部、万博省西北至東南斜貫的區域、威拉省極東北角、比耶省南部、庫安多古班哥省東北部、莫希科省西南極小的一角；
- 尚比亞：西方省西南部；
- 纳米比亚：自西北向東南貫穿該國最東北部的卡普里維區中部；
- ：西北區東北部、中部區東北部、東北區北部；
- 辛巴威：北馬塔貝萊蘭省西南部、南馬塔貝萊蘭省西部和南部；
- 南非：林波波省東北部；
- 莫桑比克：加扎省西部和南部、马普托省東北角、伊尼揚巴內省西南極小的一角；
- ：從南澳大利亚州南部登陸後向東北斜貫至該州與新南威爾斯州、昆士蘭州的交界處，隨後擦過新南威爾斯州西北角，進入昆士蘭州西南部不久即離開地表。[3][4]

除了狹窄的全食帶內能看見日全食之外，月球半影覆蓋範圍內都能看到日偏食，包括非洲除西北和東北以外的大部、印度尼西亚東南部、东帝汶、巴布亚新几内亚西南部、整個澳大利亚、新西兰西南部、东部南极洲大部以及印度洋中南部諸島嶼。

此次日全食過程中月影在地表移動的動畫

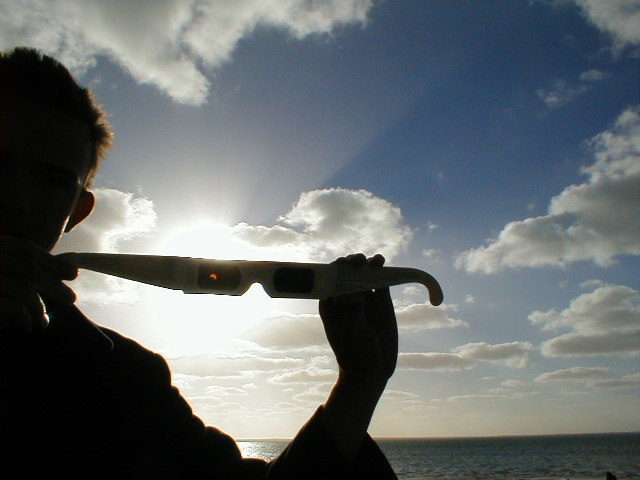
澳大利亚南澳大利亚州塞杜納透過日食眼鏡看到的

### 基本參數
- 類型：日全食
- 食甚中心處（位於凱爾蓋朗群島西北約1300公里的南印度洋）資料：
  - 時間：2002年12月4日7:31:10.9
  - 地點：39°27.4′S 59°33.4′E / 39.4567°S 59.5567°E
  - 食分：1.0244（全食帶內最大）
  - 本影寬度：87.0公里
  - 日全食持續時間：2分3.8秒
- 全食最長處資料：
  - 時間：2002年12月4日7:31:56
  - 地點：39°34′N 59°53′E / 39.567°N 59.883°E
  - 本影寬度：86.9公里
  - 日全食持續時間：2分3.8秒（全食帶內最長）[6]

## 特殊現象
此次日全食經過的安哥拉部分地區曾在約18個月之前的2001年6月21日看到過一次日全食，當時仍處於安哥拉内战期間。
澳大利亚的許多觀測者在日落之後看到了數次不常見類型的綠閃光。
中国科学院派出科學家前往澳大利亚，研究重力異常現象。該現象最初由印度科學家在1995年日全食期間曾發現，中科院此前在漠河的1997年日全食、赞比亚的2001年日全食中也觀測了這一現象。此後又經過10多年繼續觀測，中国獲得引力場以光速傳播的第一個觀測證據。

## 相關的日食

### 2000-2003年的日食
月球交替位於相對的月球交點時，以半個交點年（食年），即約177天又4小時間隔出現下列日食。
註：2000年2月5日和2000年7月31日的日偏食屬於上一組交點年系列。
| 日食列表  |           |           |           |           |           |           |           |           |           |           |           |
| 1997-2000 | 2000-2003 | 2004-2007 | 2008-2011 | 2011-2014 | 2015-2018 | 2018-2021 | 2022-2025 | 2026-2029 | 2029-2032 | 2033-2036 | 2036-2039 |

| 升交點                   | 升交點                  |                              | 降交點                    | 降交點 |
| 沙羅週期                 | 地圖                    | 沙羅週期                     | 地圖                      |        |
| 117                      | 2000年7月1日 偏食（南） | 122                          | 2000年12月25日 偏食（北） |        |
| 127 赞比亚路沙卡的日全食 | 2001年6月21日 全食      | 132 美国明尼阿波利斯的日偏食 | 2001年12月14日 環食       |        |
| 137 美国洛杉矶的日偏食   | 2002年6月10日 環食      | 142 澳大利亚伍默拉的日全食   | 2002年12月4日 全食        |        |
| 147 蘇格蘭庫洛登的日環食 | 2003年5月31日 環食      | 152                          | 2003年11月23日 全食       |        |

### 沙羅周期
沙羅周期長度為18年11天。本次日食屬於沙羅周期142，共包含72次日食，依次為1624年4月17日至1750年7月3日的8次日偏食、1768年7月14日的1次全環食（亦稱混合食）、1786年7月25日至2543年10月29日的43次日全食、2561年11月8日至2904年6月5日的20次日偏食，總共歷時1280.14年。其中最長的全食發生於2291年5月28日，共持續了6分34秒。
下表列舉了1901年至2100年間發生的屬於該周期的日食，是第17至27次：
| 17             | 18             | 19            |
| -------------- | -------------- | ------------- |
| 1912年10月10日 | 1930年10月21日 | 1948年11月1日 |
| 20             | 21             | 22            |
| 1966年11月12日 | 1984年11月22日 | 2002年12月4日 |
| 23             | 24             | 25            |
| 2020年12月14日 | 2038年12月26日 | 2057年1月5日  |
| 26             | 27             |               |
| 2075年1月16日  | 2093年1月27日  |               |

## 資料來源
1. ↑  樊忠玉. . 中国天文科普网. 2010-01-23  [2015-08-04]. （原始内容存档于2014-09-17）.
2. 1 2  Fred Espenak. . NASA Eclipse Web Site.   [2015-08-17]. （原始内容存档于2016-03-03）.（英文）
3. ↑  Fred Espenak. . NASA Eclipse Web Site.   [2015-08-17]. （原始内容存档于2015-03-03）.（英文）
4. ↑  Xavier M. Jubier. .   [2016-01-10]. （原始内容存档于2016-03-03）.（法文）（英文）
5. ↑  Fred Espenak. . NASA Eclipse Web Site.   [2015-08-17]. （原始内容存档于2008-08-08）.（英文）
6. ↑  Fred Espenak. . NASA Eclipse Web Site.   [2015-12-18]. （原始内容存档于2016-03-07）.（英文）
7. ↑  Maunder, Michael. . Springer. 2007: 116  [2015-08-17]. ISBN 1846287618. （原始内容存档于2015-05-11） （英语）.
8. ↑  薛晖. . 北京晨报. 新华网. 2002-12-05  [2016-01-02]. （原始内容存档于2002-12-25）.
9. ↑  柴世宽 熊思浩. . 新华网. 2001-06-25  [2016-01-02]. （原始内容存档于2003-11-03）.
10. ↑  孙自法. . 中新網. 2012-12-26  [2016-01-02]. （原始内容存档于2015-09-24）.
11. ↑  Fred Espenak. . NASA Eclipse Web Site.（英文）

## 外部連結
- NASA日食專頁（页面存档备份，存于）（英文）
- 可見區域圖和時間統計：由弗雷德·埃斯佩纳克做出的日食預報，NASA/GSFC
  - Google互動地圖呈現的日食範圍
  - 貝塞爾元素
- Google地圖顯示的日全食和日偏食範圍（页面存档备份，存于）（法文）（英文）

圖片：
- 1954-2008年歷次日全食的日冕（页面存档备份，存于），本次拍攝於南非穆西納（法文）（英文）
- Spaceweather.com的多地日全食及日偏食照片（页面存档备份，存于）（英文）
- 澳洲的照片（页面存档备份，存于）（英文）
- 南非和莫桑比克的照片（页面存档备份，存于）（英文）
- KryssTal - 波札那的日食（页面存档备份，存于）（英文）
- 澳洲的日全食照片Archive.today的存檔，存档日期2013-02-09，克雷福德莊園天文學會（英语：Crayford Manor House Astronomical Society）拍攝（英文）
- 日全食過程中的地球照片（页面存档备份，存于），歐洲氣象衛星組織（英语：EUMETSAT）衛星拍攝（英文）
- 辛巴威的日食，2002年12月6日每日一天文圖，拍攝於辛巴威-南非邊境
- 日冕，2002年12月13日每日一天文圖，拍攝於南非穆西納
- 日全食的影錐，2003年1月6日每日一天文圖，拍攝於澳大利亚南部

| \| \| 日食 \|                             |                              |                                           |
| 上一次日食： 2002年6月10日日食 （日環食） | 2002年12月4日日食 （日全食） | 下一次日食： 2003年5月31日日食 （日環食） |
| 上一次日全食： 2001年6月21日日食          | 2002年12月4日日食 （日全食） | 下一次日全食： 2003年11月23日日食         |
|                                           | 日食                         |                                           |